# 阿波銀プラザ
阿波銀プラザ（あわぎんプラザ）は、徳島県徳島市東新町にある阿波銀行が管理・運営しているギャラリーである。
阿波銀新町ビルの2Fに無料ギャラリーとして開設。阿波銀新町ビルは1997年にオープン。
2019年12月に同所に阿波銀行本店営業部が新築移転。同建物2階・3階のパブリックスペースに阿波銀プラザも移転。

## 基礎データ

### 利用時間（パブリックスペース）
- 9:00 - 17:00
- 休館日　12月29日 - 1月3日

## 交通
- JR徳島駅より徒歩約10分。